# Gabriele Allegra
Gabriele Allegra (26 de dezembro de 1907 - 26 de janeiro de 1976) foi um frade franciscano e estudioso da Bíblia. Ele é mais conhecido por realizar a primeira tradução completa da Bíblia católica para a língua chinesa. Sua tradução do Studium Biblicum é freqüentemente considerada a Bíblia chinesa definitiva entre os católicos. Ele aguarda a canonização.

## Vida
Giovanni Stefano Allegra nasceu o mais velho de oito filhos, em San Giovanni la Punta, na província de Catania, Itália. Ingressou no seminário menor franciscano de S. Biagio in Acireale em 1918, com o nome de "Gabriele Maria", e no noviciado em Bronte em 1923. Em seguida, ele estudou no Colégio Internacional Franciscano Santo Antônio, em Roma, a partir de 1926, agora conhecido como Pontifícia Universidade Antonianum.
O futuro rumo de sua vida foi determinado em 1928, quando participou das comemorações do 6º centenário de outro franciscano, Giovanni di Monte Corvino, que havia tentado uma primeira tradução da Bíblia em Pequim no século XIV. Naquele dia, aos 21 anos, Allegra foi inspirada a traduzir a Bíblia para o chinês; uma tarefa que durou os próximos 40 anos de sua vida. Ele foi ordenado sacerdote em 1930 e logo depois recebeu ordens para navegar para a China continental.

## Missão para a China
Allegra chegou à missão em Hunan, sul da China, em julho de 1931 e começou a aprender chinês. Com a ajuda de seu professor de chinês, ele preparou um primeiro rascunho da tradução da Bíblia por volta de 1937. Ele estava cansado do esforço de tradução e teve que retornar à Itália por três anos, onde continuou seus estudos em línguas bíblicas e arqueologia bíblica.
Em 1940 ele deixou a Itália novamente e navegou de São Francisco para o Japão a caminho da China. Em Kobe, ele conheceu o padre jesuíta francês Teilhard de Chardin. Ele tentou retornar a Hunan novamente, mas a Segunda Guerra Sino-Japonesa já havia começado e ele foi forçado a ir mais ao norte para Pequim. Isso teve um efeito colateral infeliz, pois durante sua viagem pelos territórios ocupados pelos japoneses, ele perdeu mais da metade do texto traduzido durante os eventos de guerra.
Como Allegra era um cidadão italiano e capelão da Embaixada da Itália, os ocupantes japoneses da China não o internaram por muito tempo e ele pôde continuar seu trabalho de tradução. A partir de 1942, ele se envolveu ativamente em ajudar outros missionários a sobreviverem ao seu internamento no campo de internamento japonês em Weihsien, no norte da China, e conseguiu obter a libertação de vários prisioneiros.

## A bíblia em chinês
Allegra organizou uma equipe de frades franciscanos chineses para trabalhar com ele na tradução da Bíblia e inaugurou o Studium Biblicum Franciscanum em Pequim em 1945, dedicando-o a Duns Scotus. Mas com o fim da Guerra Civil Chinesa, o Partido Comunista Chinês assumiu o controle da China e Allegra e sua equipe tiveram que partir para Kowloon, Hong Kong em 1948.
Em 1948, os três primeiros volumes do Antigo Testamento foram publicados pelo Studium Biblicum Franciscanum em chinês e, nos 12 anos seguintes, mais oito volumes com notas explicativas foram produzidos pela equipe, incluindo o Novo Testamento. Em 1954, junto com quatro frades chineses, ele foi para o Studium Biblicum em Jerusalém para estudar textos bíblicos originais por cerca de um ano. Depois disso, ele morou principalmente em Hong Kong e organizou a 1ª Exposição Bíblica Ecumênica em Hong Kong em 1965.
O dia de Natal de 1968 testemunhou o culminar de seu esforço de 40 anos com a primeira publicação da Bíblia chinesa de um volume. Em 1975, o Dicionário Bíblico Chinês foi publicado.
Allegra morreu em Hong Kong em 26 de janeiro de 1976.

## Sua vida e escritos
Suas cartas arquivadas mostram sua determinação em traduzir a Bíblia para o chinês e seu fascínio pelo estudo das escrituras. No entanto, às vezes suas cartas mostram o lado mais suave de um homem que sentia falta do som dos sinos das igrejas em Roma. Numa carta ao Padre Margiotti, ele escreveu certa vez: "Eu gostaria por um único instante de me encontrar em Roma... como quando os sinos costumavam ser tocados na manhã do Sábado Santo!"
Mesmo assim, ele escolheu trabalhar no Oriente até o fim da vida.
Ele era conhecido por trabalhar muito, muitas vezes resultando na deterioração de sua saúde. Costumava dizer: "O destino mais invejável de um franciscano que não obtém a graça do martírio é morrer enquanto trabalha".
Em outra carta, Allegra escreveu: "O trabalho sobre a Bíblia é árduo e intenso, mas devo trabalhar porque, se parar, nunca mais me levantarei."
Embora a tradução da Bíblia fosse o foco principal da obra de Allegra, e ele geralmente era visto principalmente como um estudioso das Escrituras, ele dedicou tempo para ajudar os pobres e os enfermos, especialmente os leprosos. Ele visitava frequentemente os seus "amados leprosos" em Macau, passando muitas das férias com eles.
Nos últimos anos de Allegra, ele sofreu gravemente de problemas cardíacos e pressão alta. Um período de descanso e recuperação foi recomendado na Itália, mas ele optou por retornar ao Studium Biblicum em Hong Kong para trabalhar até o fim. Ele escreveu: “Todo mundo pensa que estou doente: ainda posso trabalhar, então vamos em frente! O ideal vale mais que a vida!"

## Veneração

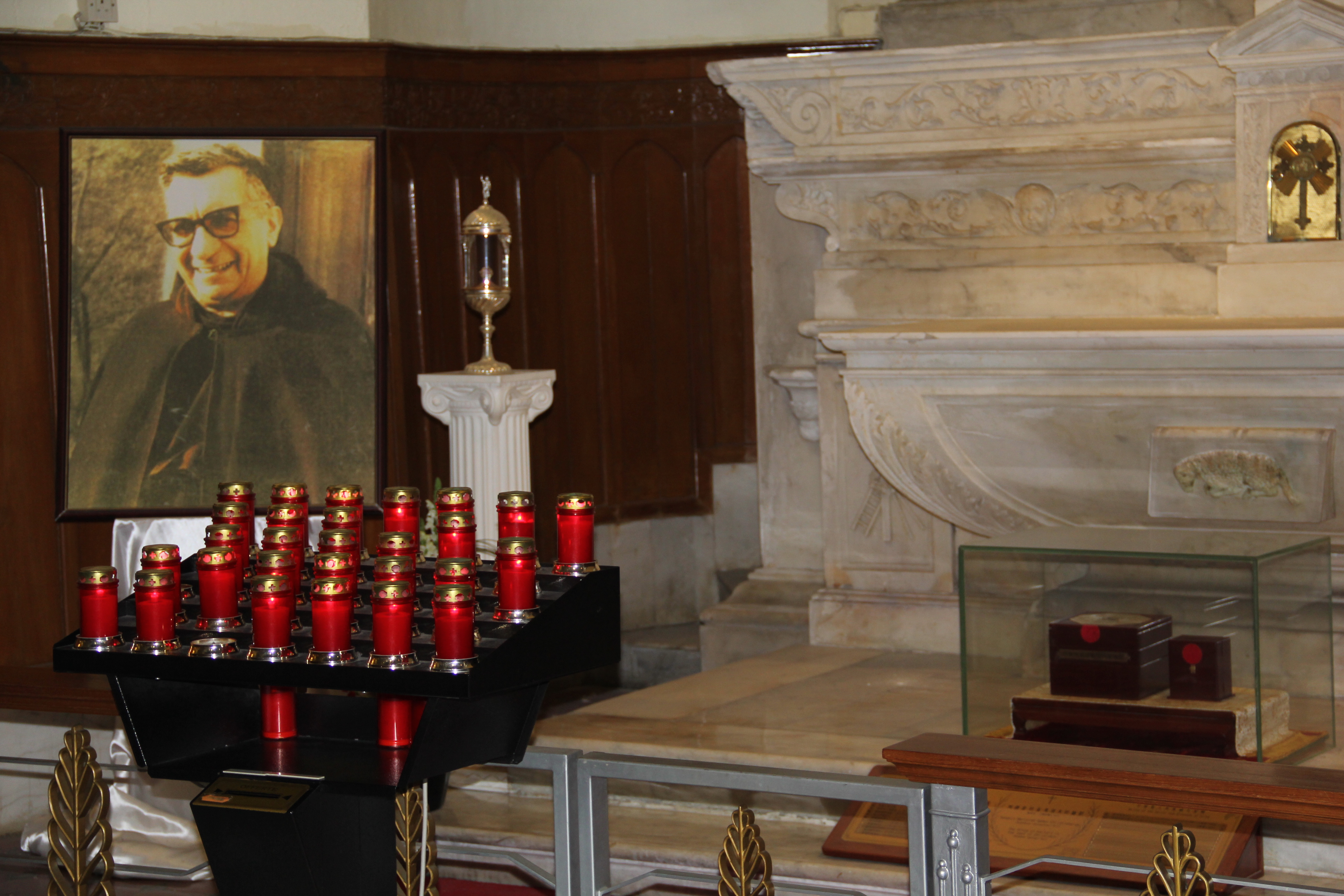
Devoção a Allegra na Catedral Católica Romana de Hong Kong

Desde seus primeiros dias, Allegra foi visto como o filho favorito da Igreja Católica. O Papa Pio XII disse a seu respeito: “Diga a este jovem sacerdote que ele tem a minha bênção especial e que rezarei por ele todos os dias. Ele encontrará muitas dificuldades, mas não perca a coragem. Nada é impossível para quem ora, deseja e estuda. Não viverei para ver esta obra concluída, mas orarei por ele no céu.
A causa da canonização de Allegra foi iniciada em 1984 pelo Bispo John Wu em Hong Kong, 8 anos após sua morte. Foi declarado Venerável pela Santa Sé em 1994, e a promulgação do decreto de um milagre atribuído a Allegra, necessário para concluir o processo de beatificação, foi aprovada em 2002. Seu decreto de beatificação foi promulgado pela Santa Sé no mesmo dia, mas a cerimônia de beatificação, marcada para 26 de outubro daquele ano, foi adiada. No entanto, na festa da Assunção de 2012, a Cúria Romana anunciou, por meio da Província Franciscana do Nome Sagrado da Sicília, que Allegra seria beatificado em 29 de setembro de 2012, na Catedral de Arcireale, Catânia, na Sicília. Ele é, até agora, o único estudioso da Bíblia do século XX que foi beatificado.
Em 2009, um webcast em inglês e chinês recebeu o nome de Allegra.

## Legado
O Beato Gabriele M. Allegra, Fraternidade O.F.M., faz parte do Colégio Internacional Santo Antônio (CISA) de Roma, Itália.